# Нанкинский университет
Нанки́нский университе́т (Наньцзинский университет) (кит. трад. 南京大學, упр. 南京大学, пиньинь Nánjīng Dàxué; в обиходе кит. упр. 南大, пиньинь Nándà) — одно из самых старых и престижных заведений высшего образования в Китае. Входит в состав девяти элитных вузов Китая «Лига С9». Университет расположен в прежней столице Нанки́н (Наньцзи́н).

## История
Предшественником современного университета являлся императорский университет — один из древнейших в мире. Он был основан в 258 году, во времена Троецарствия, в царстве У и расширен с добавлением 155 новых классов в 317 году. При династии Мин в XV веке в университете обучалось 10 тыс. студентов, что делало его крупнейшим учебным заведением всего мира.
В 1902 году был организован Саньцзянский пединститут, который через некоторое время был преобразован сразу в девять учебных заведений во главе с Нанкинским университетом.
Новое учебное заведение быстро стало одним из самых престижных в Китае. Здесь читали лекции известные китайские и иностранные профессора и ученые, такие как Лян Цичао, Дьюи, Рассел, Тагор и другие. Можно сказать, что университет был цитаделью свободомыслия.
Новый этап в истории Университета начался после образования КНР. В 1950 году он стал носить своё современное название — Нанкинский университет. Здесь следует отметить большой вклад Советского Союза в дело развития образования в КНР и в развитие университета в частности. Десятки студентов и преподавателей университета прошли стажировку в Москве, Ленинграде и других городах Советского Союза. Немало и советских преподавателей читали лекции в Нанкинском университете.
Особый расцвет университета начался после начала осуществления политики реформ и открытости. За последние десять лет работы представителей университета получили более восьмисот премий и дипломов как на государственном так и на провинциальном уровне, а 23 профессора получили звание академика.
Сегодня в стенах университета обучается 27 тысяч студентов, включая пять тысяч кандидатов и аспирантов. Выпускников университета охотно берут на работу ведущие китайские институты, НИИ, предприятия и иностранные фирмы. Десятки и сотни научных открытий носят имена выпускников университета. Дважды Нанкинский университет был лучшим в международных соревнованиях по английскому языку в Лондоне.
Признанием заслуг университета в развитии науки стало и то, что он приглашен участвовать в международном эксперименте по изучению альфа-магнитного спектрометра на Международной космической станции. Это первый случай участия китайского учебного заведения в столь серьёзном международном проекте.
Сегодня полный университетский курс рассчитан на 4 года обучения, а по некоторым дисциплинам — учатся пять лет. Университет имеет одну из лучших в стране научную библиотеку, насчитывающую около четырёх миллионов томов, компьютерные центры и лаборатории.

## Международный обмен

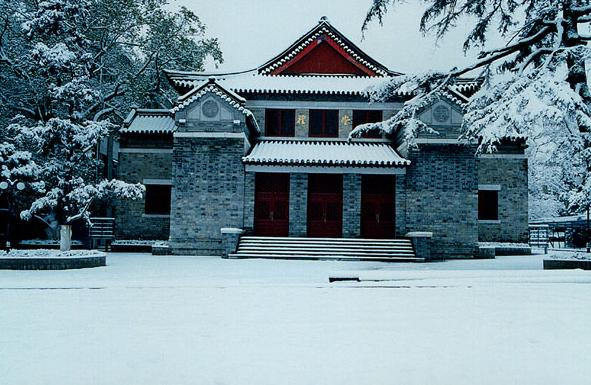

Нанкинский университет известен не только в Китае. Слава о нем распространилась далеко за пределы страны. Научные связи он поддерживает с более чем 100 учебными заведениями других стран, среди которых такие известные в мире как Университет Джонса Хопкинса, Московский и Санкт-Петербургский университеты и другие. Очень интенсивен обмен студентами и преподавателями с зарубежными вузами и научными центрами. Ежегодно в университете обучается около полутора тысяч иностранных студентов.